# Denis Marie
Pour les articles homonymes, voir Marie.
Denis Marie (né le 16 avril 1970 à Caen,) est un coureur cycliste français, actif dans les années 1980 et 1990. 
Il évolue chez les professionnels en 1996 dans l'équipe Agrigel-La Creuse-Fenioux, aux côtés de son frère Thierry, également coureur cycliste.

## Palmarès
- 1988
  - Prix de la Saint-Laurent juniors
  - 2e du championnat de France sur route juniors
- 1993
  - Tour du Loir-et-Cher
  - 2e étape du Tour Nivernais Morvan
  - Circuit de l'Aisne
- 1995
  - Tour du Loir-et-Cher
  - Paris-Vierzon
- 1997
  - Grand Prix Michel-Lair
- 1999
  - Grand Prix Michel-Lair
  - Tour du Canton d'Authon-du-Perche
  - 2e du Grand Prix de Névez